# Радар із синтезованою апертурою

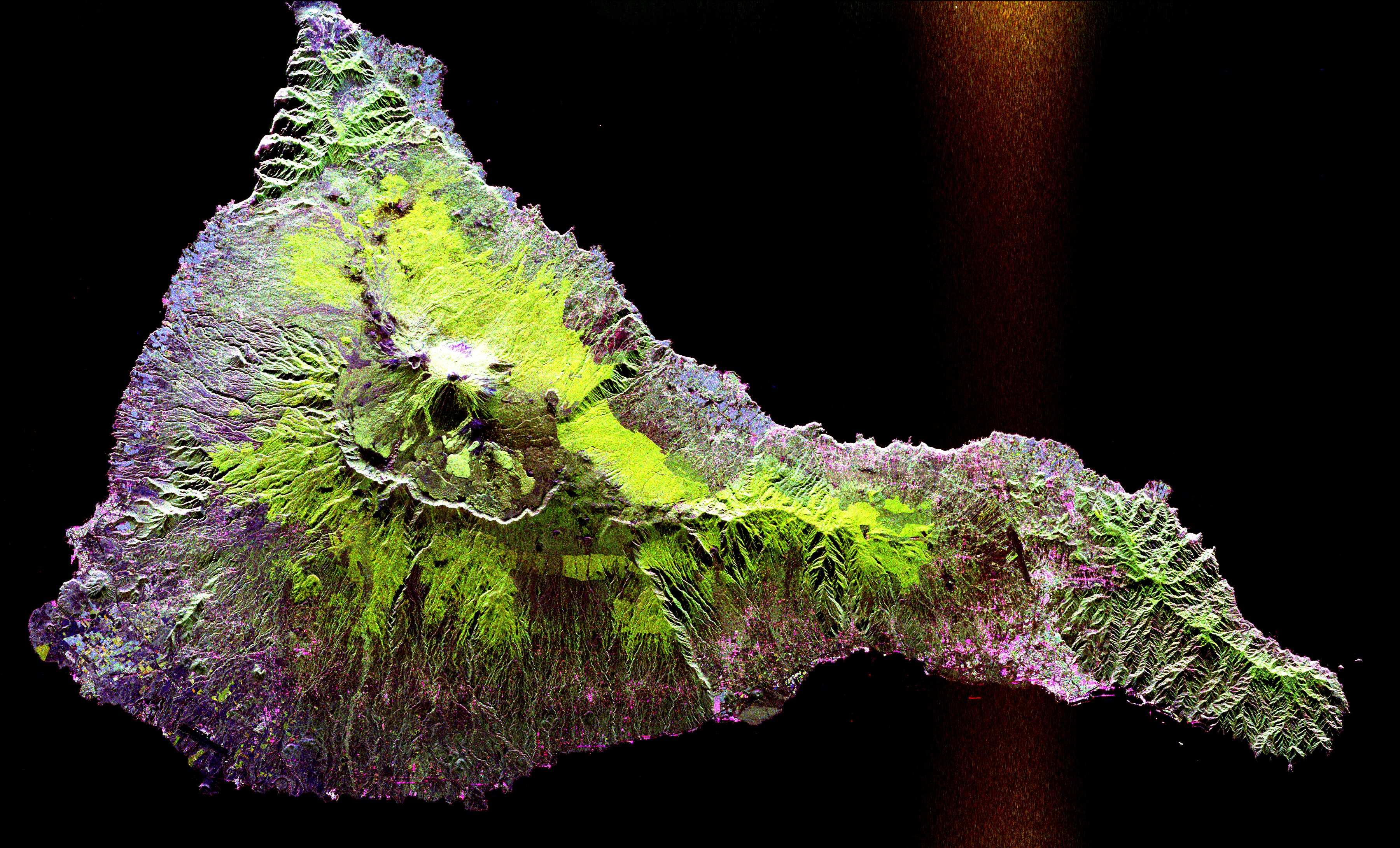
Радіолокаційне зображення вулкана Тейде, отримане за допомогою радара SIR-C/X-SAR, космічний корабель Ендевор.

Радар із синтетичною/синтезованою апертурою (РСА, англ. SAR — Synthetic Aperture Radar) — належить до класу радарів для отримання зображення. Може використовуватись для спостереження за об'єктами, для отримання форми ландшафту, як сенсор, чи як засіб дистанційного зондування земної поверхні. Працює як бортовий радар бокового огляду літаків чи супутників. Отримує двовимірне зображення ділянки місцевості з високою роздільною здатністю, незалежно від метеорологічних умов і ступеня природного освітлення місцевості, шляхом сканування земної поверхні електромагнітними хвилями.
Радар, що не використовує процедуру РСА, називають радаром з реальною апертурою (абревіатура: РРА; англ. RAR, «Real Aperture Radar»).
Дані, отримані РСА, відносно легко інтерпретувати через їхню схожість із фотографіями та використовуються для дослідження землі, картографування та розвідки.
На відміну від оптичних датчиків, РСА забезпечує хороші зображення майже за будь-яких погодних умов, оскільки використовує мікрохвильове випромінювання, яке проходить навіть через хмари. Туман, дощ або сніг послаблюють мікрохвильовий промінь набагато менше, ніж світлові пучки. Як і будь-який активний радарний радар з синтезованою апертурою може робити знімки вночі, оскільки це активна система дистанційного зондування, яка підсвічує об'єкти, за якими спостерігають.
Тоді, як геометрична роздільна здатність для РРА погіршується зі збільшенням відстані до об'єкта через розбіжність електромагнітного променя, кращої роздільної здатності можна досягти використовуючи техніку РСА, сягаючи метрового та дециметрового діапазонів, яка за певних умов перестає залежати відстані та довжини хвилі.

## Синтетична Апертура

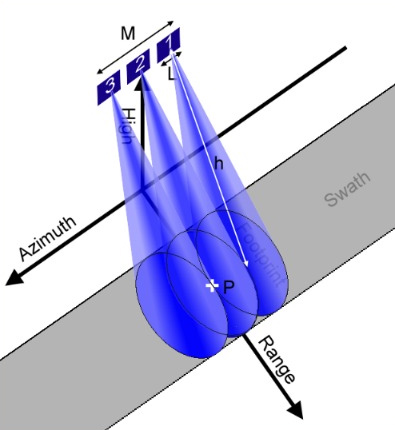
Зйомки РРА зображень для формування РСА зображення.

Коли говорять про радар з ситнетичною/синтезованою апертурою, зазвичай мають на увазі додаткове фокусування РСА, яке досягається шляхом програмної/апаратної обробки сигналу, з врахуванням різниці фаз в часі проходження сигналу, яка виникає при зміні положення антени. Якщо фазова корекція не береться до уваги, то це називають нефокусованим РСА.

## Принцип роботи РСА
Підхід РСА вимагає, щоб антена, положення якої відоме в кожний момент, рухалась перпендикулярно до напрямку руху поширення променя. Напрямок руху антени зазвичай називають аналоговим треком чи азимутом, а поперечні до нього координати — поперечним/крос-треком чи діапазоном (віддаленням, поперечним напрямком). В літературі аналоговий трек також позначають, як поперечний діапазон.
Зоною огляду називають ділянку яку охоплює антена в окремий конкретний момент, смуга огляду, смуга захоплення — це смуга місцевості, вздовж якої рухається ділянка огляду. Така геометрія відповідає роботі бортового радара бокового огляду.
Принцип роботи синтетичної апертури в (не сфокусованому режимі) полягає в заміні знімка однієї великої антени набором багатьох знімків малої рухомої антени. Під час руху кожен об'єкт в цільовій зоні підсвічується під різним кутом та реєструється. Якщо траєкторія антени відома з достатньою точністю, а сцена є нерухомою, з інтенсивності та фазових зміщень отриманих від радіолокаційних відлунь, можна згенерувати велико-апертурне зображення, яке б отримала велика антена, з високою просторовою роздільною здатністю по напрямку руху антени. На практиці це виглядатиме як зображення від однієї дуже великої фазованої антенної решітки, випромінювачі якої під'єднані по-окремості, та розраховуються з положення малої антени при її русі. Радіолокаційні процесори об'єднують зареєстровані окремі амплітуди та фазові зміщення між собою так, ніби вони отримані з фазованої антенної решітки з дуже великою апертурою. Роздільна здатність по азимуту в такому режимі роботи все ще залежить від відстані та становить ½(λ∙R)½, де R відстань до зони огляду та λ — довжина радіохвилі.

## Опис
Радар з синтезованою апертурою закріплюють на рухомій платформі, на літаках або космічних станціях, де він служить розширеною формою радара бічного огляду. Дистанційний пристрій РСА рухається над ціллю і має антену з великою ефективною поверхнею (апертурою). Зазвичай можна припустити, що більша апертура означає вищу роздільна здатність отриманого зображення, незалежно від того чи то буде апертура фізична, чи синтезована. Оскільки отримання високої роздільної здатності по азимуту потребує застосування антени з великим розміром апертури, а це не можливо на літаках, для забезпечення роздільної здатності по азимуту, що значно більший, ніж це визначає ширина діаграми спрямованості реальної антени, використовують когерентні режими роботи, які дозволяють сформувати синтезовану апертуру більшого розміру.
Для того, щоб отримати РСА зображення, радар передає послідовні імпульси радіохвиль для того, щоб «підсвітити» цільовий об'єкт, після чого реєструється зворотна луна від кожного імпульсу. Імпульси передаються і приймаються за допомогою однієї антени з просторовою фільтрацією, з довжинами хвиль від метра до міліметра, що використовуються по всьому простору. Оскільки пристрій РСА знаходиться на борту повітряного судна або рухомого корабля, розташування антени стосовно цілі змінюється з часом. За допомогою алгоритму обробки записаного радіолокаційного сигналу можна потім об'єднати отримані дані з декількох позицій антени. Це дозволяє побудувати синтезовану апертуру і створювати зображення з більшою роздільною здатністю, ніж це було б можливо за даних фізичних характеристик апертури антени.
РСА мають широке застосування в галузі дистанційного зондування та картографування поверхні Землі та інших планет. РСА також можна реалізувати за зворотнім принципом — спостерігаючи за рухомою ціллю протягом тривалого часу за допомогою стаціонарної антени.

## Принцип дії

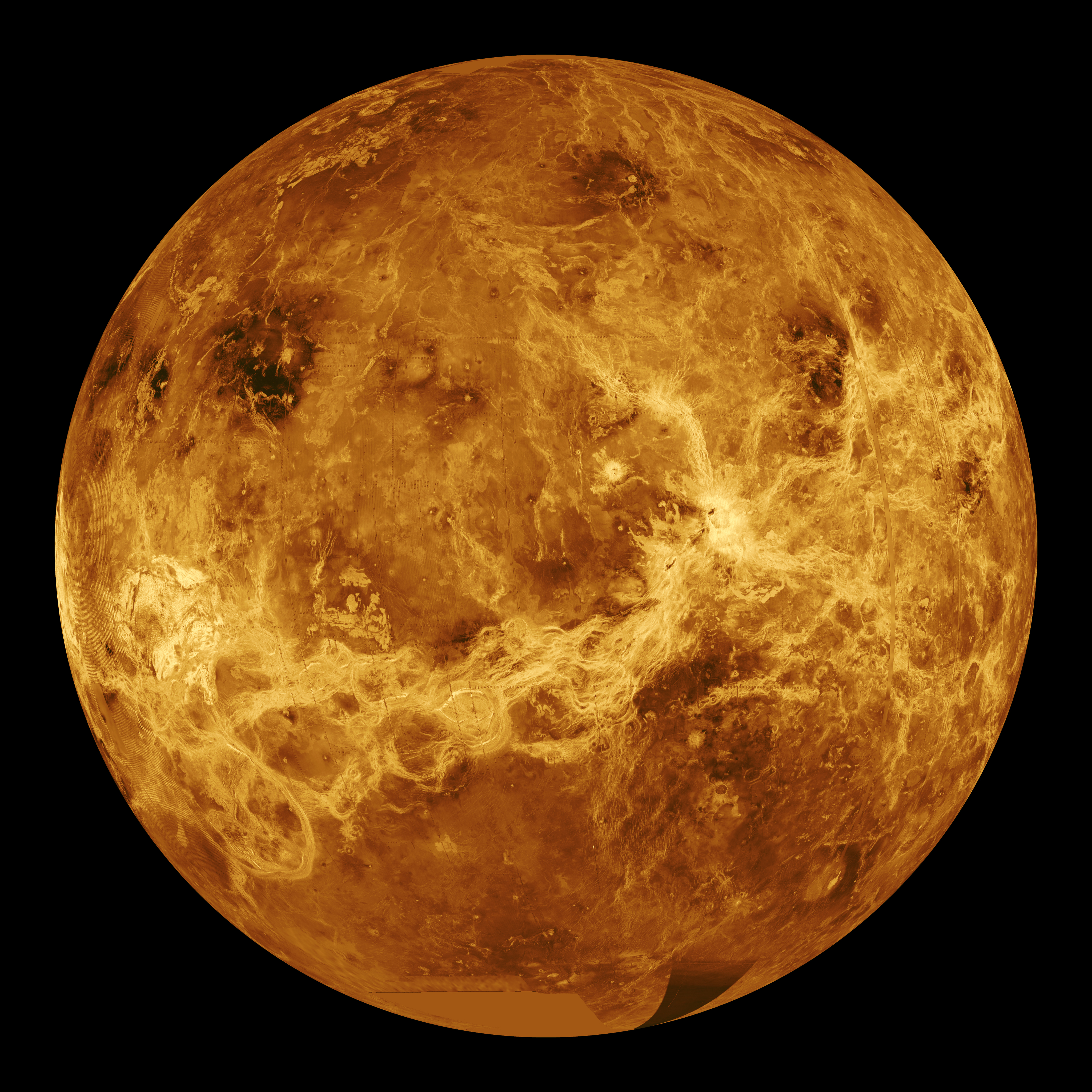
Поверхня Венери, візуалізована за допомогою радарної системи зонда Магеллан, яка поєднувала функціонал РСА, алтіметрії та радіометрії

### Алгоритм
Описаний тут алгоритм використовують до фазових антенних решіток в цілому.
Задається тривимірний масив (простір) елементів сцени, який представляє простір в якому є цілі. Кожен елемент масиву це кубічний воксель, що показує ймовірність («щільність») того що поверхня, яка відбиває сигнал радара знаходиться в цій позиції у просторі. (Зауважимо, що двовимірний РСА також можливий — він показуватиме лише вид згори вниз на цільову область).
Спочатку алгоритм РСА задає кожному вокселю нульове значення густини.
Потім, для кожної зареєстрованої форми сигналу, весь простір ітерується. Для заданої форми сигналу і вокселя розраховується відстань від антени, що використовувалась, до точки розташування, яка задається конкретним вокселем. Ця відстань отримується із часової затримки хвилі. Таке саме значення в цій позиції форми сигналу потім додається до значення щільності в цьому вокселі. Це означає можливу луну від цілі в цій позиції. Існує кілька додаткових підходів, що залежать від точності роздільної здатності форми сигналу. Наприклад, якщо фазу не можна встановити точно, тоді до вокселя може бути додано лише величину миттєвої магнітуди (отриманої за допомогою перетворення Гільберта) зразка форми сигналу. Якщо достатньо точно відомі поляризація і фаза форми хвилі, то значення можуть додаватися до більш складного вокселя, який містить такі виміри окремо.
Після того як всі сигнали були ітерації всіх вокселів, основна процедура обробки РСА завершена.
У найпростішому підході необхідно лише визначити, яке значення густини вокселя представляє суцільний об'єкт. Вокселі, у яких значення густини є нижче цього порогу, ігноруються. Обране порогове значення має бути принаймні більшим за пікове значення енергії будь-якої одиночної хвилі, інакше цей пік хвилі буде відображатися як сфера (або еліпс, у випадку мультистатичної операції) помилкової «щільності» по всьому простору.
Таким чином, щоб визначити точку на цілі, має бути що найменше два різних відбитих назад сигнали від тієї точки. Тому існує потреба у великій кількості позицій антени для правильного розрізнення цілей.
Воксель, який вищий порогового критерію, візуалізується у 2D або 3D. За бажанням, підвищення візуальної точності може здійснюватись за допомогою алгоритмів виявлення поверхонь, таких як marching cubes (крокуючі кубики).

## Реалізації
У 2013 році американська дослідницька агенція DARPA розпочала роботу над радаром на основі синтезованої апертури з надвисокою частотою (англ. extremely high frequency, EHF), який мав би бути здатним відтворювати відео зображення цілі з роздільною здатністю не гіршою за електрооптичні та теплові камери. Новий датчик матиме назву англ. video synthetic aperture radar (ViSAR) і дозволить відстежувати, захоплювати, та вражати наземні цілі з повітря попри щільну хмарність, що не здатні забезпечити наявні теплові та електрооптичні системи.
Система AN/APG-70 розробки американської компанії Raytheon застосовується для радара із синтезованою апертурою на борту багатоцільового винищувача F-15E Strike Eagle.
14 серпня 2023 року, з повідомлення Spacenews стало відомо, що Китай за допомогою триступеневої ракети-носія «Чанчжен-3В» запустив в космос новий апарат «Ludi Tance-4 (01)» — перший у світі радіолокаційний супутник з синтезованою апертурою.

### Супутники з РСА
Навколоземні:
- Seasat[en]
- European Remote Sensing Satellite
- Envisat[en]
- Shuttle Radar Topography Mission
- RADARSAT-1[en]
- RADARSAT-2[en]
- TerraSAR-X[en]
- TanDEM-X[en]
- SAR-Lupe[en]
- COSMO-Skymed[en]
- Active Electronically Scanned Array
- Lacrosse (satellite)[en]
- YaoGan WeiXing-1[en]
- SAOCOM[en]

До інших небесних тіл:
- Венера (космічна програма)
- Магеллан (космічний апарат)
- Кассіні — Гюйгенс